# Карпането-П'ячентіно
Карпането-П'ячентіно (італ. Carpaneto Piacentino) — муніципалітет в Італії, у регіоні Емілія-Романья,  провінція П'яченца.
Карпането-П'ячентіно розташоване на відстані близько 410 км на північний захід від Рима, 135 км на захід від Болоньї, 17 км на південний схід від П'яченци.
Населення — 7673 особи (2014).
Щорічний фестиваль відбувається 9 серпня. Покровитель — San Fermo e San Rustico.

## Демографія
Населення за роками:

Станом на 1 січня 2023 року в муніципалітеті офіційно проживало 685 іноземців з 51 країни, серед них 147 громадян країн Євросоюзу та 28 громадян України.

## Сусідні муніципалітети
- Кадео
- Кастелл'Аркуато
- Фйоренцуола-д'Арда
- Гроппарелло
- Луганьяно-Валь-д'Арда
- Понтенуре
- Сан-Джорджо-П'ячентіно